# Chilobrachys khasiensis
Chilobrachys khasiensis là một loài nhện trong họ Theraphosidae.
Loài này thuộc chi Chilobrachys. Chilobrachys khasiensis được Benoy Krishna Tikader miêu tả năm 1977.

## Voorkomen
Loài này phân bố ở Ấn Độ.